# Matthieu Valverde
Matthieu Valverde (ur. 14 maja 1983 w Montreuil) – francuski piłkarz grający na pozycji bramkarza. Od 2016 jest zawodnikiem klubu Enosis Neon Paralimni.

## Kariera klubowa
Jest wychowankiem Girondins Bordeaux, w którym grał w latach 2003–2009. W 2009 przeszedł do US Boulogne, a w latach 2009–2011 był zawodnikiem Toulouse FC. 31 października 2011 roku podpisał 1–letni kontrakt z Olympique Lyon. W 2012 przeszedł do cypryjskiego klubu Anorthosis Famagusta. W 2015 był wypożyczony z niego do Ethnikosu Achna. W 2016 przeszedł do Enosis Neon Paralimni.
| Sezon   | Klub                 | Kraj    | Rozgrywki      | Mecze | Bramki | Rozgrywki Europy   | Mecze | Bramki |
| ------- | -------------------- | ------- | -------------- | ----- | ------ | ------------------ | ----- | ------ |
| 2003/04 | Girondins Bordeaux   | Francja | Ligue 1        | 1     | 0      | Liga Europy UEFA   | 0     | 0      |
| 2004/05 | Girondins Bordeaux   | Francja | Ligue 1        | 1     | 0      | -                  | -     | -      |
| 2005/06 | Girondins Bordeaux   | Francja | Ligue 1        | 0     | 0      | -                  | -     | -      |
| 2006/07 | Girondins Bordeaux   | Francja | Ligue 1        | 0     | 0      | Liga Mistrzów UEFA | 0     | 0      |
| 2007/08 | Girondins Bordeaux   | Francja | Ligue 1        | 5     | 0      | Liga Europy UEFA   | 1     | 0      |
| 2008/09 | Girondins Bordeaux   | Francja | Ligue 1        | 15    | 0      | Liga Mistrzów UEFA | 3     | 0      |
| 2009/10 | US Boulogne          | Francja | Ligue 1        | 9     | 0      | -                  | -     | -      |
| 2009/10 | Toulouse FC          | Francja | Ligue 1        | 17    | 0      | Liga Europy UEFA   | 1     | 0      |
| 2010/11 | Toulouse FC          | Francja | Ligue 1        | 29    | 0      | -                  | -     | -      |
| 2011/12 | Olympique Lyon       | Francja | Ligue 1        | 0     | 0      | Liga Mistrzów UEFA | 0     | 0      |
| 2012/13 | Anorthosis Famagusta | Cypr    | Protathlima A’ | 20    | 0      | Liga Europy UEFA   | 0     | 0      |
| 2013/14 | Anorthosis Famagusta | Cypr    | Protathlima A’ | 17    | 0      | Liga Europy UEFA   | 1     | 0      |
| 2014/15 | Anorthosis Famagusta | Cypr    | Protathlima A’ | 1     | 0      | -                  | -     | -      |
| 2014/15 | Ethnikos Achna       | Cypr    | Protathlima A’ | 13    | 0      | -                  | -     | -      |
| 2015/16 | Anorthosis Famagusta | Cypr    | Protathlima A’ | 0     | 0      | -                  | -     | -      |

Stan na: koniec sezonu 2015/2016.